# NGC 6718
NGC 6718 is een balkspiraalstelsel in het sterrenbeeld Pauw. Het hemelobject werd op 23 juni 1835 ontdekt door de Britse astronoom John Herschel.

## Synoniemen
- ESO 104-29
- FAIR 502
- IRAS 18566-6611
- PGC 62688